# Грекулов, Ефим Фёдорович
Ефи́м Фёдорович Греку́лов (1893, Кишинёв, Бессарабская губерния — 1979, Москва) — советский историк религии, пропагандист атеизма. Кандидат исторических наук.

## Биография
Родился в 1893 году в Кишинёве (Бессарабия), средний из пяти братьев. Его отец происходил из дворян Бессарабской губернии; первым представителем этой фамилии был Алеко Грекулов, записанный в «Книгу дворянских родов» в 1828 году. Отец рано умер, и мать, Мария Григорьевна, переехала с детьми в Одессу.
Окончил историко-филологический факультет Одесского (Новороссийского) университета.
С середины 1920-х годов в Москве, где работал в Московском отделе народного образования.
В конце 1920-х годов был членом редакционной коллегии журнала «Атеист».
С ноября 1930 года руководил научно-исследовательской группой в Московском областном архивном управлении (МОАУ), занимавшейся изучением истории русского пролетариата, а позднее был там же консультантом-архивистом. В октябре 1931 г. был назначен ответственным исполнителем по организации выставки архивных документов к 14-й годовщине Октябрьской революции. С июня 1932 года был заведующим научно-исследовательской частью МОАУ, в числе прочего курировал публикацию документов по истории революции и Гражданской войны.
В 1933 году принял участие в работе основанной Максимом Горьким Главной редакции истории фабрик и заводов, выступил со статьёй «Архивы как источник для изучения пролетариата». Занимался изучением истории декабристского восстания.
В январе 1934 года Московская областная рабоче-крестьянская инспекция вынесла Грекулову строгий выговор, вменив ему в вину «отсутствие руководства научной работой», которое проявилось в организации «безграмотной, граничащей с контрреволюционным содержанием выставки Комбеда в областном музее».
В 1937 году был репрессирован и 17 лет провёл в исправительно-трудовом лагере системы ГУЛАГ.
В 1930-х годах активно публиковался в периодической печати Союза воинствующих безбожников, издал несколько брошюр, посвящённых истории религии в России. Самая известная работа брошюра «Нравы русского духовенства» (1928), несколько раз переиздававшаяся, в том числе в 2010-х годах Александром Невзоровым. Итог работы Грекулова по критике церкви был подведён в книге «Православная инквизиция в России», изданной в 1964 году во время хрущёвских гонений на религию.
В 1974—1979 годах выпустил десять библиографических указателей литературы по исследованию православия, старообрядчества и сектантства за 1922—1975 годы, где перечислил более 3600 названий книг.
Скончался в 1979 году в Москве и был похоронен на Донском кладбище, на фамильном участке вместе с матерью, женой и братьями.

## Отзывы

### Положительные
Религиовед С. И. Иваненко отмечает, что занимаясь изучением истории «взаимоотношений русского православия и науки» Е. Ф. Грекулов сосредоточил своё внимание «на наиболее крайних проявлениях враждебности к просвещению, науке и учёным со стороны церкви — запретах и преследованиях передовой научной литературы, организации травли крупнейших учёных-естествоиспытателей».

### Критические
Известный историк Д. В. Поспеловский, приводя примеры искажения фактов Грекуловым, заключает слово «учёный» в кавычки.
Кандидат исторических наук, доцент кафедры регионоведения и туризма Ярославского государственного университета имени П. Г. Демидова О. Д. Дашковская называет работы Грекулова «политически ангажированными».
Доктор юридических наук, профессор и начальник кафедры теории и истории государства и права Московского университета МВД России С. А. Лукьянов в работах Грекулова отмечает «явную антицерковную позицию»
Кандидат исторических наук, доцент кафедры всемирной истории и международных отношений Амурского государственного университета Е. А. Капранова указывает также на тот факт, что в советской историографии преобладала жёсткая идеологическая установка в освещении церковной истории
Кандидат исторических наук, старший преподаватель кафедры «История и философия» Тамбовского государственного технического университета А. В. Баланцев замечает, что в этот период работы (в том числе и Грекулова) «не отличаются объективностью»
По мнению кандидата юридических наук и доктора исторических наук, профессора кафедры государственного и административного права Мордовского государственного университета имени Н. П. Огарева историка В. Ф. Левина, Грекулов делал свои резкие выводы о вероохранной деятельности Русской православной церкви «по заданию партийно-государственных органов».
Кандидат исторических наук, доцент кафедры теории и истории государства и права СПбГУЭФ, и доцент и заместитель заведующего кафедрой отечественной истории по вопросам информатизации ПГУПС императора Александра I А. Г. Фирсов указывает на то, что Грекулов в своих работах ставил перед собой, как и его предшественники, не сколько научные, сколько пропагандистские цели.
Кандидат исторических наук И. Н. Мухин относит Грекулова к историкам-марксистам «разделявшим положения т. н. „научного атеизма“, более того, зачастую считали его пропаганду главной своей задачей», делая отсюда вывод о том, что для них свойственна «известная необъективность», «полемическая заостренность как против Русской православной церкви, так и против религии вообще». Также Мухин отмечает, что для таких историков как Грекулов «характерно использование преимущественно публицистики и опубликованных материалов; архивные же фонды, по сути, остались невостребованными»..
Кандидат исторических наук, доцент кафедры социологии, политологии, психологии и педагогики Омского государственного аграрного университета Н. В. Елизарова замечает, что Грекулов своё мнение нередко подкрепляет не ссылками на источники или статистические данные, а выдержками из литературно-художественных произведений, что не могло не отразиться на объективности его выводов.
По мнению доктора исторических наук, профессора кафедры истории и культурологии Киргизско-российского славянского университета имени Бориса Ельцина Е. Е. Озмитель, в трудах Грекулова «обобщающие характеристики, как правило, представляют собой набор домыслов и искажений».

## Публикации

### Книги
- Справочная книжка антирелигиозника : Сост. применительно к резолюции XIII Съезда РКП(б). — Москва : Знание, 1924. — 79 с.
- Стенька Разин : Материал для лекций, песни, инсценировки. — Москва : Деревня и знание, 1924. — 96 с. — (Литературно-научные вечера в рабочем клубе).
- Вечер антирелигиозной пропаганды / Е. Федоров. — Москва : Знание, 1924. — 111 с. — (Научно-литературные вечера в клубах).
- Первое вооруженное восстание против царизма : (Декабристы). — Москва : Знание, 1925. — 120 с.
- Религия и быт в коммунистическом обществе. — Москва : Знание, 1925. — 63 с. — (Библиотека рабочего и работницы).
- Антирелигиозная пропаганда в рабочем клубе. — Москва : Знание, 1926. — 231 с.
- Нравы русского духовенства. — Москва : Атеист, [1928]. — 40 с.
  - Нравы русского духовенства. — (Изд. 2-е, исправл.). — [Москва] : Атеист, 1929. — 39 с.
  - Нравы русского духовенства. — 3-е изд., доп.. — М.: Атеист, 1929. — 51 с.
  - Нравы русского духовенства. — 4-е изд. — Москва : Атеист, [19--]. — 60 с.
  - Нравы русского духовенства. — СПб.: Невзоров От Эколь, 2011. — 96 с. — 3000 экз. — ISBN 978-5-904788-08-7.
- Секуляризация церковных имений в России. — [Москва] : Науч. о-во Атеист, [1928]. — 55 с.
  - Секуляризация церковных имений в России. — Изд. 2-е, доп. — [Москва] : Борисов, [19--?]. — 78 с.
- Из истории святой инквизиции в России. — [Москва] : Атеист, [1929]. — 92 с.
  - Из истории святой инквизиции в России. — Изд. 2-е, исправл. — [Москва : Атеист], [1930]. — 96 с.
  - Из истории святой инквизиции в России. — Изд. 3-е, испр. — [Москва] : Атеист, [1930]. — 104 с.
- Как российское духовенство душило печать. — Москва : Атеист, 1930. — 75 с.
- Русская церковь в роли помещика и капиталиста. — Москва : Атеист, [1930]. — 153 с.
- Исповедь на службе самодержавия. — Москва ; Ленинград : Огиз — «Московский рабочий», 1931. — 54 c.
- Московские церковники в годы реакции. — Москва : Огиз : Моск. рабочий, 1932. — 48 с.
- Архивы как источник изучения истории заводов. — [Москва] : История заводов, [1933]. — 14 с. — (В помощь авторскому коллективу).
- Православная церковь — враг просвещения. — Москва : Изд-во Акад. наук СССР, 1962. — 192 с. — (Научно-популярная серия / Акад. наук СССР).
- Православная инквизиция в России / отв. ред. А. И. Клибанов. — Москва : Наука, 1964. — 168 с. — (Научно-популярная серия / Акад. наук СССР).
- Церковь, самодержавие, народ. (2-я половина XIX — начало XX в.). — Москва : Наука, 1969. — 184 с. — (Научно-популярная серия / АН СССР).
- Библиографический указатель по исследованию православия в советской исторической науке / Сост.: Е. Ф. Грекулов. — Москва : [б. и.], 1967—1970. — 3 т. — (В помощь лектору / Моск. дом науч. атеизма).
- Библиографический указатель литературы по исследованию православия, старообрядчества и сектантства в советской исторической науке за 1922—1972 годы [Текст]. — Москва : [б. и.], 1974. — 257 с. — (В помощь лектору-атеисту/ Моск. гор. организация о-ва «Знание» РСФСР. Моск. дом. науч. атеизма).
- Религия и церковь в истории России (Советские историки о православной церкви в России) / Акад. обществ. наук; Сост. и авт. примеч. Е. Ф. Грекулов; общ. ред. и предисл. А. М. Сахарова. — М. — Мысль, 1975. — 255 с.
- Церковь и государство: две головы власти в России. — Москва : Алгоритм, 2017. — 222 с. — (Левиафан). — ISBN 978-5-906947-58-1. — 1500 экз.

### Статьи
- Грекулов Е. Ф. Духовная цензура и её борьба против науки // Архивное дело, 1930, № 1(45), с. 90.
- Грекулов Е. Как церковники помогали царизму при выборах в Думу // Антирелигиозник. М., 1937.
- Грекулов Е. Ф., Курочкин П. К. Исследование православия в советской литературе // Вопросы научного атеизма. Вып. 4. Победы научно-атеистического мировоззрения в СССР за 50 лет / Акад. обществ. наук ЦК КПСС. Ин-т научного атеизма. — М.: Мысль, 1967. — С. 287—325. — 463 с. — 22 000 экз.